# الخطوط الجوية الجنوبية العليا
الخطوط الجوية الجنوبية العليا هي شركة طيران جنوب السودان والتي بدأت عملها في سبتمبر 2013. وشكلت شركة الطيران باستخدام أسطول شركة فيدر للخطوط الجوية التي تشغل طائرتين من فوكر 50. واعتباراََ من مايو 2014 أصبحت الخطوط الجوية تقوم بتنظيم ثلاث رحلات جوية في الأسبوع بين مطار جوبا ومطار إنتيبي الدولي.

## الوجهات
ابتداءً بمايو 2014 أصبحت الشركة تنظم وجهتين :

## الأسطول

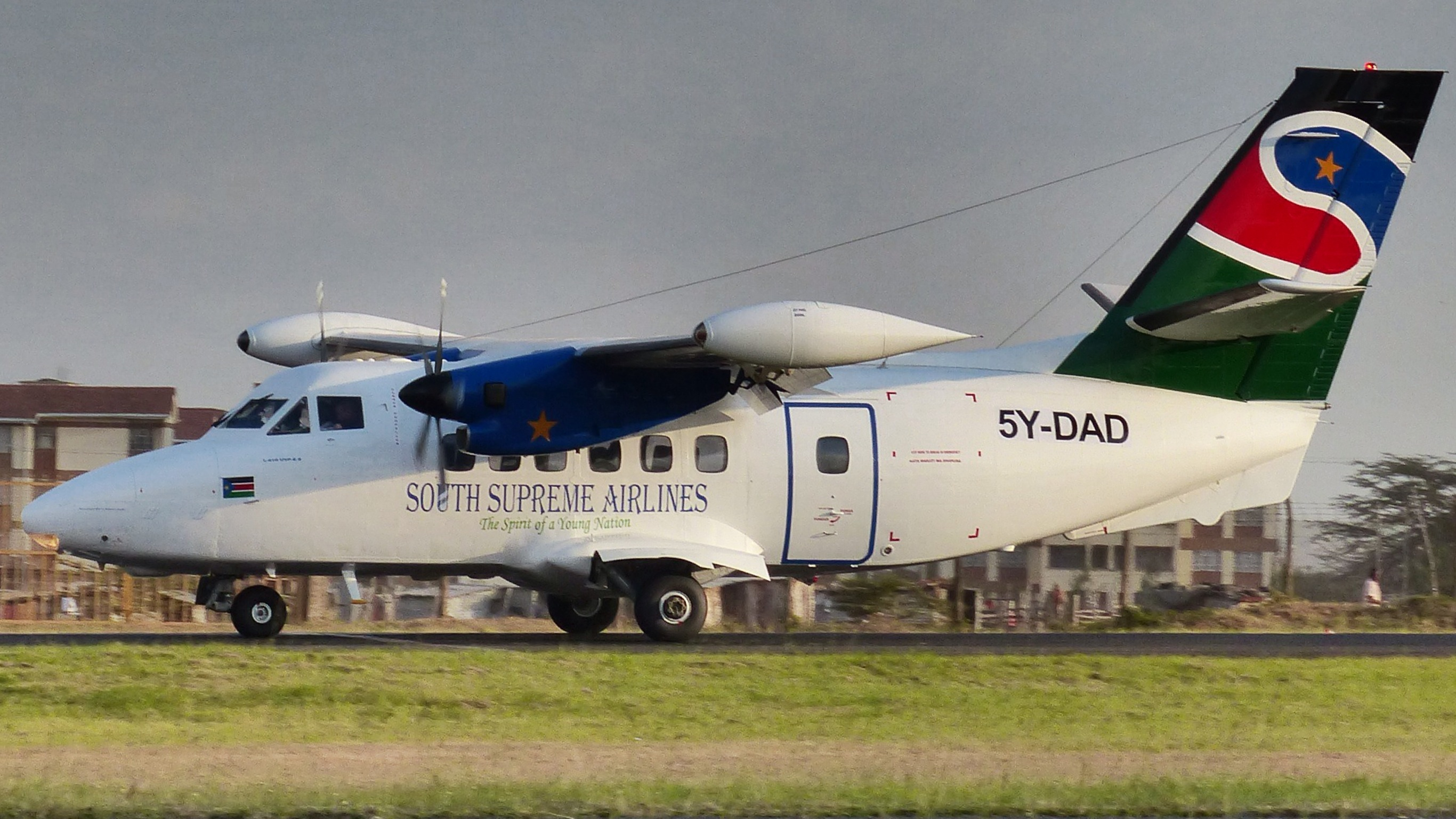
South Supreme Airlines at Wilson Airport in 2014

اعتبارا من مارس 2017 أصبح أسطول الخطوط الجوية الجنوبية العليا يتكون من الطائرات التالية:

## الحوادث
في 20 مارس 2017، دمرت طائرة أنتونوف أن-26 التابعة لشركة الخطوط الجوية الجنوبية العليا بالنار بعد تحطمها في مطار واو بجنوب السودان.